# ГЕС Габріель-Терра
ГЕС Габріель-Терра (ісп. Gabriel Terra) — гідроелектростанція в Уругваї, на межі департаментів Дурасно і Такуарембо. Знаходячись перед ГЕС Baygorria, становить верхній ступінь каскаду на найбільшій лівій притоці Уругваю Ріо-Негро.
В межах проекту річку перекрили гравітаційною контрфорсною греблею висотою 51 метр та довжиною 1171 метр, яка потребувала 350 тис. м3 матеріалу. Вона утримує водосховище з площею поверхні 1070 км2 та об'ємом 8,8 млрд м3, поверхня якого в операційному режимі коливається між позначками 70 та 80,7 метра НРМ (на випадок повені максимальний рівень може зростати до 86 метрів НРМ).
Пригреблевий машинний зал обладнали чотирма гідроагрегатами з турбінами типу Каплан, які мають потужність до 38,8 МВт при напорі до 28 метрів (мінімальний напір становить 16 метрів, а номінальний 26 метрів).